# Metadorodocia frolovi
Metadorodocia frolovi är en skalbaggsart som beskrevs av Akhmetova och Olivier Montreuil 2010. Metadorodocia frolovi ingår i släktet Metadorodocia och familjen Rutelidae. Inga underarter finns listade i Catalogue of Life.